# Porta Esquilina
De Porta Esquilina was een stadspoort in de Muur van Servius Tullius uit de 4e eeuw v.Chr. in het oude Rome.
De poort stond aan het zuidelijke einde van de agger op de Esquilijn heuvel. Vanuit de stad liep de Clivus Suburanus naar de poort. Voorbij de poort begonnen de Via Tiburtina, de Via Labicana en de Via Praenestina die echter pas voor de Porta Praenestina in de Aureliaanse Muur van de Via Labicana aftakte.
Rond liet 7 v.Chr. liet keizer Augustus de stadspoort herbouwen waarbij hij zijn huidige uiterlijk kreeg. Een zekere Aurelius Victor liet de poort in 262 als triomfboog wijden aan keizer Gallienus. Hiervoor werd een nieuwe inscriptie op de architraaf aangebracht. De vervolgens als Boog van Gallienus bekende poort staat nog altijd op deze plaats. Twee kleinere doorgangen aan weerszijden van de poort zijn aan in de veertiende eeuw afgebroken.

## Referentie
- S. Platner, A topographical dictionary of ancient Rome, Londen 1929. Art. Porta Esquilina
- A. Claridge Rome (Oxford Archaeological Guides), London 1998. Blz. 299-300 ISBN 019288003-9

Porta Collina · Porta Viminalis · Porta Esquilina · Porta Querquetulana · Porta Caelimontana · Porta Capena · Porta Naevia · Porta Raudusculana · Porta Lavernalis · Porta Trigemina · Porta Flumentana · Porta Carmentalis · Porta Fontinalis · Porta Sanqualis · Porta Salutaris · Porta Quirinalis